# مقاطعة كلارك (ميزوري)
مقاطعة كلارك (بالإنجليزية: Clark County)‏ هي إحدى المقاطعات في ولاية ميزوري في الولايات المتحدة الأمريكية.